# 化峒镇
化峒镇，是中华人民共和国广西壮族自治区百色市靖西市下辖的一个乡镇级行政单位。

## 行政区划
化峒镇下辖以下地区：
三友村、良丰村、维新村、爱布村、化峒村、八德村、民强村、群策村、五权村和力行村。